# Homollea perrieri
Homollea perrieri är en måreväxtart som beskrevs av Arenes. Homollea perrieri ingår i släktet Homollea och familjen måreväxter. Inga underarter finns listade i Catalogue of Life.